# Eysturoy
Eysturoy (en danès: Østerø, el significat del qual és L'Illa Oriental) és la segona illa en grandària i població de l'arxipèlag de les illes Fèroe (Dinamarca), situat al Mar de Noruega.
Amb una extensió de 286.3 km² i una població de 11 782 habitants (2020), està separada per l'estret de Sundini de l'illa de Streymoy, la de major grandària de la regió.

És extremadament muntanyenca, amb al voltant de 66 cims aïllats, entre els quals es troba Slættaratindur, el punt més alt de totes les Fèroe.).

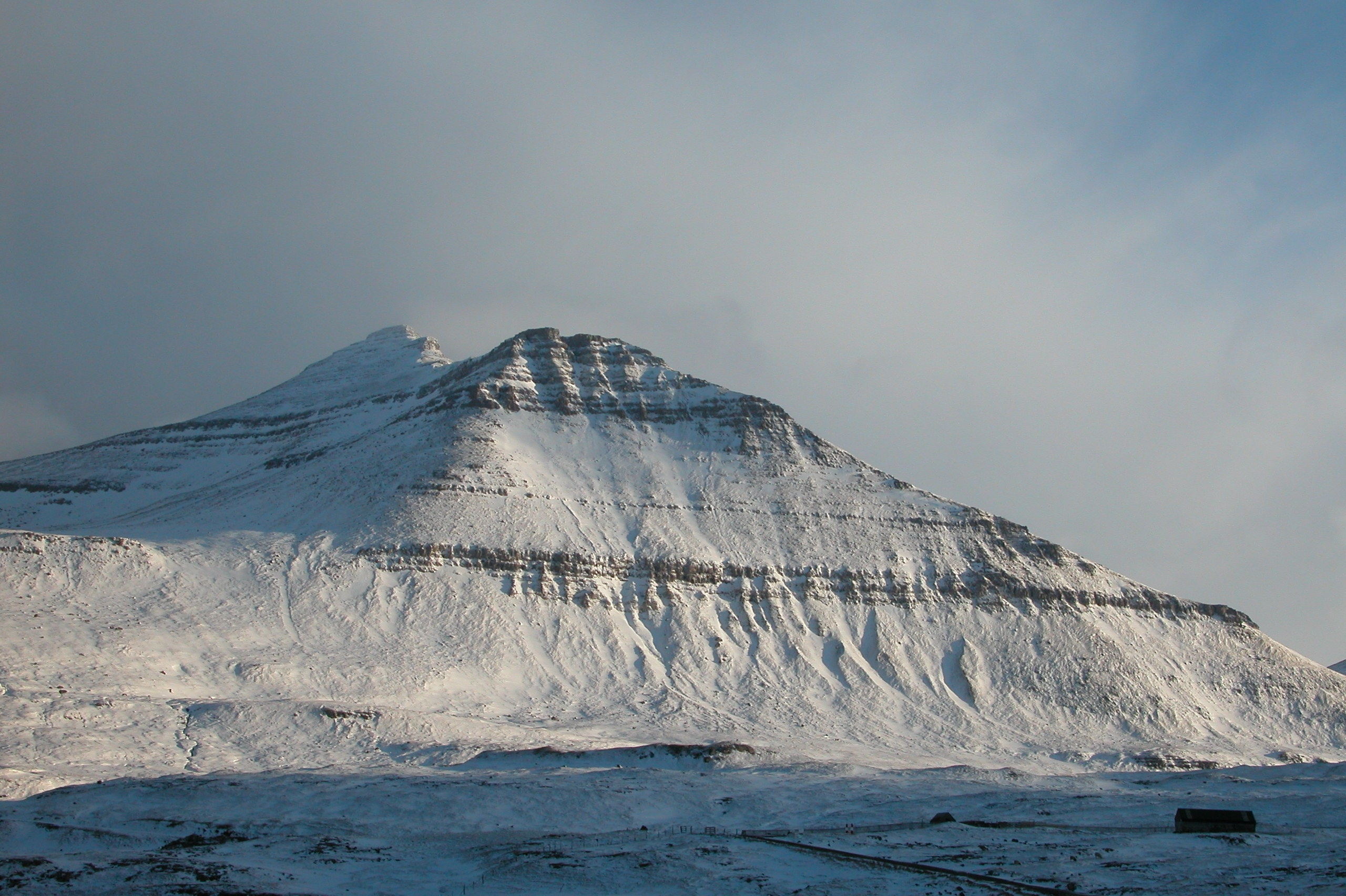
Slættaratindur.

Els nuclis urbans més importants localitzats sobre aquesta illa són Fuglafjørður, emplaçat a la zona nord, i l'àrea densament poblada del sud composta per les comunes de Runavík i Nes.
Eysturoy està connectada a l'illa de Streymoy pel Pont de Streymin construït sobre l'estret que les separa. Els habitants de l'illa consideren que aquest és l'únic pont existent que ha estat construït sobre l'Atlàntic, cosa que també afirmen els habitants de l'escocesa Seil sobre el seu propi pont. Malgrat l'existència d'aquesta unió terrestre, Tórshavn, la capital de l'arxipèlag, és de més fàcil accés a través del ferri.
La població de Leirvík, a la costa oriental, és el punt de connexió amb les illes de la zona nord-oriental, especialment amb Klaksvík a Borðoy, la segona ciutat en grandària de totes les Fèroe.
Alguns llocs d'interès turístic a la zona són els llogarets de Eiði i Gjógv, el museu d'història de Blásastova en el llogaret de Gøta, les aigües termals de Fuglafjørður (un senyal indicatiu més de l'origen volcànic de les illes) i la zona basàltica de Risin og Kellingin.